# Museo de Esculturas Luis Perlotti
El Museo de Esculturas Luis Perlotti es un museo de arte ubicado en la calle Pujol 644, barrio de Caballito, Ciudad Autónoma de Buenos Aires. Lleva su nombre en homenaje al escultor argentino Luis Perlotti. Tiene como misión preservar, difundir y promover la producción y recepción de la escultura argentina en general, y del artista homónimo en particular. Su patrimonio incluye más de 1600 piezas, entre dibujos, pinturas, grabados, murales y variados géneros escultóricos: tallas en madera, esculturas en mármol y bronce, cerámica y piedra reconstituida. Entre ellas, se destaca la producción de Perlotti, caracterizada por su temática americanista, obras de grandes maestros de la escultura nacional y dos murales del pintor Benito Quinquela Martín. Además, cuenta con la donación de artistas de la talla de Lidia Battisti, Juan Carlos Ferraro, y Alfredo Yacussi.

## Historia
Luis Perlotti deseaba que su casa taller fuera un museo. 
En 1948 adquiere la propiedad de la calle Pujol 642/4, Caballito, Ciudad Autónoma de Buenos Aires, y comienza el rediseño de la vivienda con este fin. Dos amplios salones fueron destinados a la exhibición de sus obras terminadas y a la biblioteca. En la entrada al patio principal colocó dos grandes murales en hierro esmaltado hechos por su amigo Quinquela Martín. En el resto de las paredes colocó su obra de temática indigenista y gauchesca: El tirador de honda, la danza de los cóndores, la leyenda de la flor de Irupé. Y ocupó la galería con las esculturas de bulto: la Danza de la flecha y el Despertar de la Raza, entre otras. 
En 1954 Perlotti comenzó a realizar una serie de visitas guiadas que él mismo organizaba, con el propósito de convocar a la comunidad barrial y acercarla al arte y a su obra.
El 25 de enero de 1969 fallece en Punta del Este, Uruguay, en un accidente automovilístico, dejando como donación su casa y todo el patrimonio artístico que en ella se albergaba a la entonces Municipalidad de Buenos Aires. La misma fue aceptada por la ordenanza 27.726 del 23 de mayo de 1973 y fue ratificada y perfeccionada por otra ordenanza tres años más tarde.
En 1987 por iniciativa del Profesor César A. Fioravanti se elaboró un proyecto para la apertura del Museo que se concretó en diciembre de 1990.
En 2004 otro proyecto de refuncionalización se aproxima. El Gobierno de la Ciudad de Buenos Aires llama a concurso para la remodelación de la casa museo y designa como ganador al estudio del arquitecto Mario Roberto Álvarez. El museo es trasladado a la sede de la Dirección General de Museos, donde permanece hasta su reinauguración.

El 22 de diciembre de 2008 el Museo de Esculturas Luis Perlotti reabrió sus puertas en un moderno edificio, que revaloriza la obra del escultor argentino y la actividad cultural del barrio de Caballito.

## Colecciones
La colección que primeramente vino a conformar el patrimonio del museo se componía de piezas de la autoría de Perlotti y de artistas amigos del escultor, entre ellos cabe mencionar a Benito Quinquela Martín, Fidel Roig Matons, José Cataldo y Antonio Nerone.
- Colección Perlotti: En la colección que lleva su nombre se destacan los retratos de personalidades de la bohemia cultural porteña de la época que solían reunirse en el Café Tortoni para compartir ideas relacionadas con las nuevas corrientes difundidas por entonces.[4]
- Colección Ferraro/Battisti: La colección fue donada al museo por Lidia Battisti, la viuda del escultor Ferraro. Se compone principalmente de piezas que rescatan casi dos siglos de historia y cultura argentina, a través de retratos y estatuas monumentales de las personalidades más ilustres.[5]
- Colección Yacussi: Obras del escultor Alfredo yacussi.[6]

## Salas
El Museo cuenta con dos salas de exposiciones. En planta baja se encuentra la Sala Filomena Bianco de Perlotti, en el primer piso se halla la Sala César Ariel Fioravanti.
Tanto en planta baja, primer y segundo piso, las pasarelas funcionan como salas de exposiciones abiertas.
En el segundo piso se halla la biblioteca y el auditorio.

## Exposiciones
Las exposiciones que se muestran se dividen en exposiciones temporales y exposiciones permanentes. Entre las exposiciones de permanencia continua se encuentran las siguientes obras:  
- Exposición en Planta Baja, Sala Filomena Bianco de Perlotti. Exposición Perlotti, Escultor de Eurindia.[7]

- Exposición en Planta Baja, Sala recepción.
  - Relieves creados por Luis Perlotti.
  - Obras escultóricas de Luis Perlotti.
  - Obras de Alfredo Yacussi.

- Exposición en el 1º piso, Sala César Ariel Fioravanti.
  - Sala de exposiciones temporarias.
- Exposición en el 2º piso.
  - Maestros del Tango - obras de Juan Carlos Ferraro – Exposición de patrimonio.
- Exposición en el 2º piso. Pasarela Exposiciones temporarias.

## Anexo Ferraro-Battisti
El museo cuenta, además, con un importante espacio de restauración y conservación: el museo taller Ferraro-Battisti, adquirido por el Gobierno de la Ciudad de Buenos Aires, luego de la donación de casi la totalidad de la obra de los artistas Lidia Battisti y Juan Carlos Ferraro, constituyendo así un proyecto de mayor envergadura que consiste en crear un complejo museístico que enriquezca el entorno urbano.